# Dörte Klüß
Dörte Klüß ist eine ehemalige deutsche Handballspielerin.

## Werdegang
1971 und 1973 nahm Klüß mit der Auswahl des Deutschen Handballbunds an Weltmeisterschaften teil.
Auf Vereinsebene war sie Spielerin von Union 03 Altona. Mit den Hamburgerin wurde sie 1968 deutsche Meisterin, im Endspiel gegen den 1. FC Nürnberg erzielte sie beim 11:8 ein Tor. Trotz des Titelgewinns spielte man in der Folgesaison nicht in einem internationalen Wettbewerb, da der Europapokal aus politischen Gründen nicht stattfand. 1969 zog sie mit Union erneut ins Endspiel ein, dieses wurde jedoch verloren. 1972 errang Klüß mit dem Hamburger Verein ein zweites Mal den deutschen Meistertitel: Im Halbfinale war sie mit vier Treffern beste Union-Torschützin, im Endspiel kam sie auf zwei Treffer. Im Spieljahr 1972/73 trat Klüß, die Spielführerin bei Union war, mit den Hamburgerinnen im Europapokal an und schied im Achtelfinale gegen RK Radnicki Belgrad aus.